# Fabio Scuto
Fabio Scuto (Roma, 12 agosto 1957) è un giornalista italiano.
Esperto di affari esteri, corrispondente da Gerusalemme dal 2010 al 2016 per il quotidiano La Repubblica, dove è entrato nel 1987. Negli anni è stato inviato e capo redattore Esteri. Nel 2017 ha scritto per La Stampa, dal 2018 collabora con Il Fatto Quotidiano.
Ha ricevuto il premio Peace Through Media nell'ambito degli International Media Awards assegnati annualmente dall'International Council for Press and Broadcasting nel 2017.

## Biografia
Nel 1984 si laurea in Storia e Scienze Geografiche all'università di Roma La Sapienza e nell'anno successivo si iscrive alla scuola di giornalismo della Libera università internazionale degli studi sociali Guido Carli (Luiss). Inizia a scrivere su diverse testate già prima della laurea, all'inizio degli anni '80. Nel 1987 entra nella redazione del quotidiano «la Repubblica» e nel 2010 diventa corrispondente per il Medio Oriente con base a Gerusalemme. 
Specializzato in Medio Oriente, nel corso degli anni ha firmato reportage da Marocco, Algeria, Tunisia, Libia, Mali, Mauritania, Egitto, Iran, Iraq, Israele, Giordania, Palestina, Libano, Siria, Turchia, Emirati Arabi Uniti, Qatar, Oman, Yemen, Afghanistan, Pakistan, Angola, Zambia, Sud Africa, Cuba e Stati Uniti. Inoltre è stato inviato nei principali eventi e conflitti mediorientali. Nel 1988 è inviato a Cipro per intervistare il terzo presidente della sua storia, George Vasiliou, mentre nel 1989 e nel 1990, durante la guerra civile libanese, è stato inviato a Beirut e ha seguìto la ricostruzione in Iraq a seguito della guerra con l'Iran.
Negli anni della Guerra del Golfo è stato inviato in Siria, in Iraq e poi in Tunisia per seguire il conflitto, in seguito si è occupato dell'esplosione integralista in Algeria e poi del ritorno dall'esilio svizzero di Ahmed Ben Bella ad Algeri. Negli anni del dibattito interno all'OLP sul negoziato con Israele ha realizzato interviste a Yasser Arafat e ai dirigenti palestinesi di cui ha anche seguito il ritorno in Palestina.
Nel 1995 dagli Esteri passa all'ufficio centrale come caposervizio ma continua a seguire in particolar modo eventi come l'assassinio di Yitzhak Rabin. Nel 1998 si sposta a Il Venerdì di Repubblica per poi nel 2000 ritornare agli Esteri come vicecaporedattore e ha modo di seguire più da vicino eventi come la morte di Yasser Arafat, il ritiro di Israele da Gaza o la guerra in Libano.
Nel 2001, mentre era negli Stati Uniti per un periodo sabbatico, ha seguito le indagini dell'FBI dopo gli attacchi alle Torri Gemelle dell'11 settembre.
Nel 2009 è nominato caporedattore e l'anno successivo diventa corrispondente da Gerusalemme. Contemporaneamente all'inizio del periodo da corrispondente in Israele, apre il blog Orient Tales su Repubblica.it (2010).
Dal 2009 al 2014 ha seguito le tre guerre di Gaza e nel 2011 gli eventi in Egitto dalla fine dell'era Mubarak all'ascesa e caduta della Fratellanza musulmana.
Nel 2017 lascia «la Repubblica» dopo una collaborazione trentennale per passare al quotidiano torinese «La Stampa» e successivamente a «Il Fatto Quotidiano».